# Saison 1956-1957 de la LNH
Saison précédente Saison suivante
La saison 1956-1957 est la 40e saison de la Ligue nationale de hockey. Les six équipes ont joué chacune 70 matchs.

## Saison régulière
Le 1er octobre, l'annonce du retrait de Dick Irvin de son poste d'entraîneur des Black Hawks de Chicago est faite. Il est atteint d'un cancer des os qui le fait souffrir depuis deux ans. Il est hospitalisé à Montréal et meurt le 15 mai 1957. Tommy Ivan prend sa succession.
Dave Trottier, ancienne vedette des Maroons de Montréal, meurt le 13 novembre 1956 à l'âge de 50 ans à Halifax en Nouvelle-Écosse.

### Classement final
Les quatre premières équipes sont qualifiées pour les séries éliminatoires.
| Clt   | Équipe                 | PJ | V  | D  | N  | BP  | BC  | Pts |
| ----- | ---------------------- | -- | -- | -- | -- | --- | --- | --- |
| +001, | Red Wings de Détroit   | 70 | 38 | 20 | 12 | 198 | 157 | 88  |
| +002, | Canadiens de Montréal  | 70 | 35 | 23 | 12 | 210 | 155 | 82  |
| +003, | Bruins de Boston       | 70 | 34 | 24 | 12 | 195 | 174 | 80  |
| +004, | Rangers de New York    | 70 | 26 | 30 | 14 | 184 | 227 | 66  |
| +005, | Maple Leafs de Toronto | 70 | 21 | 34 | 15 | 174 | 192 | 57  |
| +006, | Black Hawks de Chicago | 70 | 16 | 39 | 15 | 169 | 225 | 47  |

- Vainqueur du trophée Prince de Galles
- Qualifié pour les séries éliminatoires

### Meilleurs pointeurs
| Joueur          | Équipe   | PJ | B  | A  | Pts | Pun |
| --------------- | -------- | -- | -- | -- | --- | --- |
| Gordie Howe     | Détroit  | 70 | 44 | 45 | 89  | 72  |
| Ted Lindsay     | Détroit  | 70 | 30 | 55 | 85  | 103 |
| Jean Béliveau   | Montréal | 69 | 33 | 51 | 84  | 105 |
| Andy Bathgate   | New York | 70 | 27 | 50 | 77  | 60  |
| Ed Litzenberger | Chicago  | 70 | 32 | 32 | 64  | 48  |

## Séries éliminatoires de la Coupe Stanley

### Tableau récapitulatif
|  | Demi-finales                       | Demi-finales                       |        |   | Finale de la Coupe Stanley    | Finale de la Coupe Stanley    |
|  | Demi-finales                       | Demi-finales                       |        |   | Finale de la Coupe Stanley    | Finale de la Coupe Stanley    |
|  |                                    |                                    |        |   |                               |                               |
|  | 26, 28, 31 mars, 2 et 4 avril 1957 | 26, 28, 31 mars, 2 et 4 avril 1957 |        |   | 6, 9, 11, 14 et 16 avril 1957 | 6, 9, 11, 14 et 16 avril 1957 |
|  | 26, 28, 31 mars, 2 et 4 avril 1957 | 26, 28, 31 mars, 2 et 4 avril 1957 |        |   | 6, 9, 11, 14 et 16 avril 1957 | 6, 9, 11, 14 et 16 avril 1957 |
|  | Boston                             | 4                                  |        |   | 6, 9, 11, 14 et 16 avril 1957 | 6, 9, 11, 14 et 16 avril 1957 |
|  | Boston                             | 4                                  |        |   | 6, 9, 11, 14 et 16 avril 1957 | 6, 9, 11, 14 et 16 avril 1957 |
|  | Détroit                            | 1                                  |        |   | 6, 9, 11, 14 et 16 avril 1957 | 6, 9, 11, 14 et 16 avril 1957 |
|  | Détroit                            | 1                                  | Boston | 1 |                               |                               |
|  | 26, 28, 30 mars, 2 et 4 avril 1957 |                                    | Boston | 1 |                               |                               |
|  |                                    | Montréal                           | 4      |   |                               |                               |
|  | Montréal                           | Montréal                           | 4      | 4 |                               |                               |
|  | Montréal                           |                                    |        | 4 |                               |                               |
|  | New York                           | 1                                  |        |   |                               |                               |
|  | New York                           | 1                                  |        |   |                               |                               |

### Finale
Les Canadiens de Montréal gagnent contre les Bruins de Boston sur le score de 4 matchs à 1.

## Honneurs remis aux joueurs et équipes

### Trophées
| Trophée              | Joueur          | Équipe                |
| -------------------- | --------------- | --------------------- |
| Trophée Calder       | Larry Regan     | Bruins de Boston      |
| Trophée Art-Ross     | Gordie Howe     | Red Wings de Détroit  |
| Trophée Hart         | Gordie Howe     | Red Wings de Détroit  |
| Trophée James-Norris | Doug Harvey     | Canadiens de Montréal |
| Trophée Lady Byng    | Andrew Hebenton | Rangers de New York   |
| Trophée Vézina       | Jacques Plante  | Canadiens de Montréal |

| Trophée                  | Équipe                |
| ------------------------ | --------------------- |
| Trophée Prince de Galles | Red Wings de Détroit  |
| Coupe Stanley            | Canadiens de Montréal |

### Équipes d'étoiles
| Position       | Première équipe | Première équipe       | Deuxième équipe | Deuxième équipe        |
| Position       | Joueur          | Équipe                | Joueur          | Équipe                 |
| -------------- | --------------- | --------------------- | --------------- | ---------------------- |
| Gardien de but | Glenn Hall      | Red Wings de Détroit  | Jacques Plante  | Canadiens de Montréal  |
| Défenseur      | Fern Flaman     | Bruins de Boston      | Fern Flaman     | Bruins de Boston       |
| Défenseur      | Red Kelly       | Red Wings de Détroit  | Bill Gadsby     | Rangers de New York    |
| Ailier gauche  | Ted Lindsay     | Red Wings de Détroit  | Réal Chevrefils | Bruins de Boston       |
| Centre         | Jean Béliveau   | Canadiens de Montréal | Ed Litzenberger | Black Hawks de Chicago |
| Ailier droit   | Gordie Howe     | Red Wings de Détroit  | Maurice Richard | Canadiens de Montréal  |